# Tom Garus
Tom Garus (* 1990 in Berlin) ist ein deutscher Fernsehmoderator und Reporter.

## Leben
Tom Garus absolvierte von 2014 bis 2015 ein journalistisches Volontariat an der EMS Electronic Media School in Potsdam-Babelsberg. Nach dem Abschluss arbeitete er unter anderem als Reporter und Social-Media-Redakteur in der Redaktion von heute+ beim ZDF und als Reporter und Redakteur bei der Rbb24 Abendschau. Seit 2022 schaltet Tom Garus als Live-Reporter für die Tagesschau, Tagesschau24, das ARD-Morgenmagazin, ARD-Mittagsmagazin, ARD-Brisant und Live nach Neun. Ebenfalls seit 2022 moderierte er die Sendung "schön + gut" im rbb Fernsehen, ab 2024 die Sendung "Der Tag in Berlin und Brandenburg" ebenfalls beim rbb.

## Fernsehauftritte
- seit 2022: schön + gut (rbb Fernsehen)
- seit 2024: Der Tag in Berlin und Brandenburg (rbb Fernsehen)